# Osifekunde

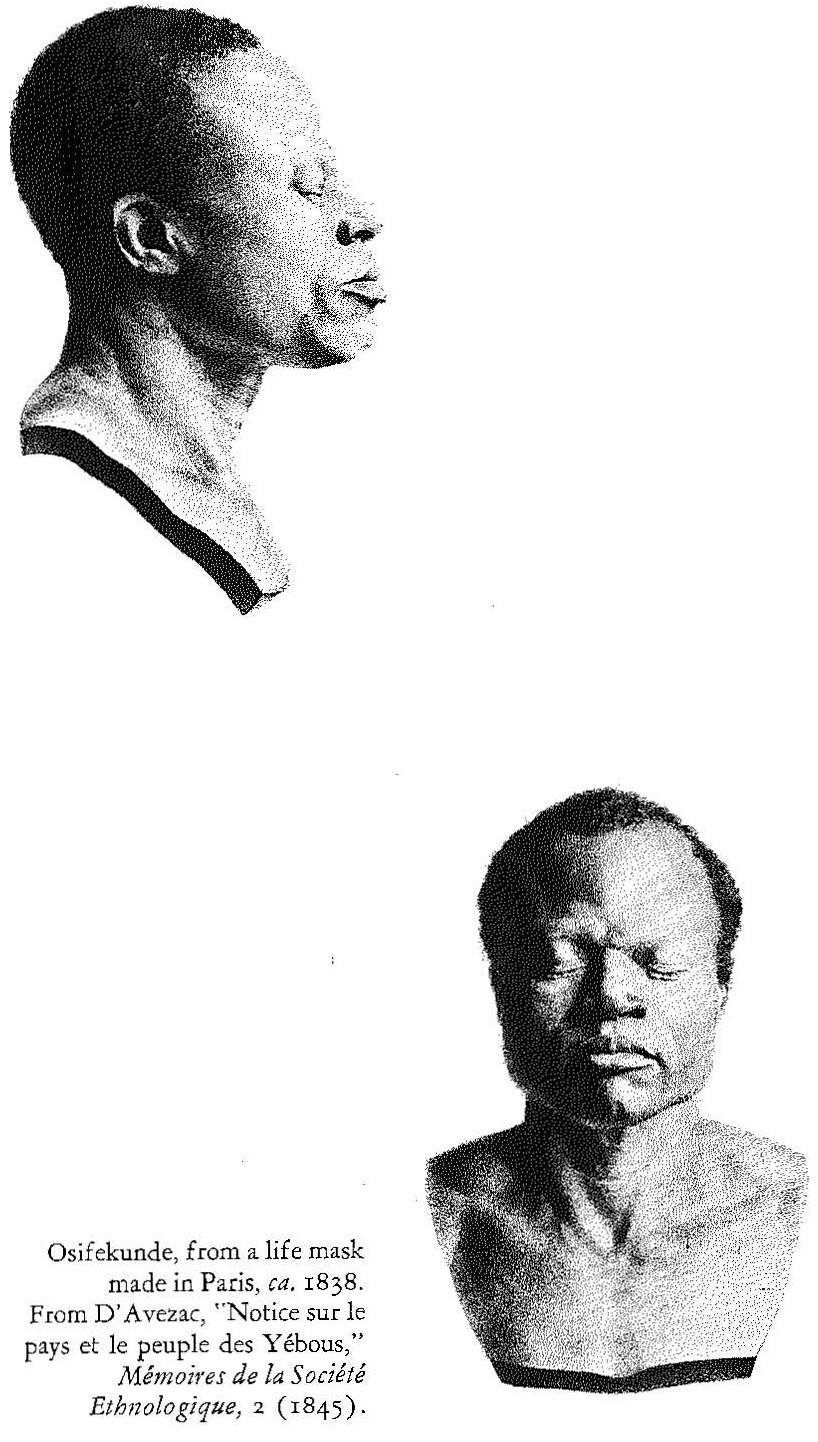
Busto de Osifekunde encomendado por Pascal d'Avezac-Macaya à Dumontier em 1840

Osifekunde de Ijebu (nascido por volta de 1793) foi um ijebu cuja narrativa documentada, como uma vítima do comércio transatlântico de escravos, serve como um dos primeiros registros ocidentais do território Iorubá.

## Início da vida
Osifekunde era um ijebu de Epe, próximo a capital Ijebu Ode, mas nasceu em Makun, um subúrbio de Sagamu (na atual Nigéria), por volta de 1793. Osifekunde era o segundo filho homem dos nove filhos de Adde Sounlou. Como seu pai, dedicou-se ao oficio de comerciante. Membro de uma família numerosa e aristocrática, era neto de Ochi-Wo, que no reino Ijebu ocupava o cargo de Ladeke, título local equivalente a um ministro de finanças.

## Vítima do comércio escravagista
Osifekunde tinha cerca de 27 anos de idade (em junho de 1820) quando piratas ijós o capturaram em Lagos e o venderam no porto de Bobi (não distante do Delta do Níger) a um traficante de escravos brasileiro.

## Entrevistas com Marie-Armand Pascal d'Avezac-Macaya em Paris e retorno ao Brasil
No Brasil, ele viveu 17 anos e foi escravo doméstico de um negociante francês chamado Navarre que o levou a Paris em 1837, onde ele se tornou um homem livre. Em Paris, Osifekunde, que no Brasil era chamado de Joaquim, se tornou Joseph (José) e exerceu a mesma atividade de quando era escravo. Trabalhou em diversas casas particulares e em um hotel “garni" (sinônimo de hotel popular), de baixo custo. Foi nesse período que ele conheceu Armand Pascal d'Avezac-Macaya, um etnógrafo e vice-presidente da Société Ethnologique de Paris, que tinha um grande interesse na África. D'Avesac entrevistou Osifekunde (usando um português pidgin, já que Osifekunde falava pouco ou nada de francês na época) por semanas e as memórias de Osifekunde sobre Ijebu Ode e Lagos (publicadas por Pascal d'Avezac-Macay em 1845) tornaram-se um complemento importante para o conhecimento europeu sobre a Costa da Guiné.